# 米尔内 (别列斯京区)
49°32′11″N 35°27′36″E / 49.53639°N 35.46000°E
米尔内（羅馬化：Myrne，直译：「和平」），2024年9月前名为佩爾紹特拉夫內韋（烏克蘭語：Першотравневе），是位於烏克蘭東部的村莊，由哈爾科夫州别列斯京区的克拉斯諾赫拉德市鎮負責管轄。該村始建於1921年，面積1.3平方公里，海拔高度165米，2001年人口275，人口密度每平方公里211.1人。
2024年9月19日，乌克兰最高拉达将此村的名字改为米尔内。